# Salto mortal
Salto mortal è l'album di debutto del gruppo musicale spagnolo Fangoria, pubblicato nel 1990 dalla EMI Music e prodotto da Danny Hide.
Dall'album sono stati estratti come singoli i brani En mi prisión, Hagamos algo superficial y vulgar e Punto y final. In particolare Hagamos algo superficial y vulgar riscosse molto successo.
L'album è stato ripubblicato nel 2002.

## Tracce
1. Salto mortal – 3:57
2. En mi prisión – 3:45
3. Soy tu dueña – 3:52
4. Contra viento y marea – 4:37
5. Entre dos mundos – 4:01
6. En noches como ésta – 4:06
7. Hagamos algo superficial y vulgar – 4:16
8. En el cielo – 4:12
9. Me comeré tu piel, me beberé tu sangre – 4:22
10. Nunca tiro a dar – 3:32
11. La razón de vivir – 5:21
12. Punto y final – 4:10
13. Extraña dorma de vivir – 3:27
14. Llorar – 4:55
15. Salto mortal (Ummo remix) – 5:46